# Réserve écologique Marcel-Léger
Die Réserve écologique Marcel-Léger ist ein ökologisches Schutzgebiet am Rande von Trois-Rivières in der kanadischen Provinz Québec.

## Lage, Aufgabe, Namensgeber

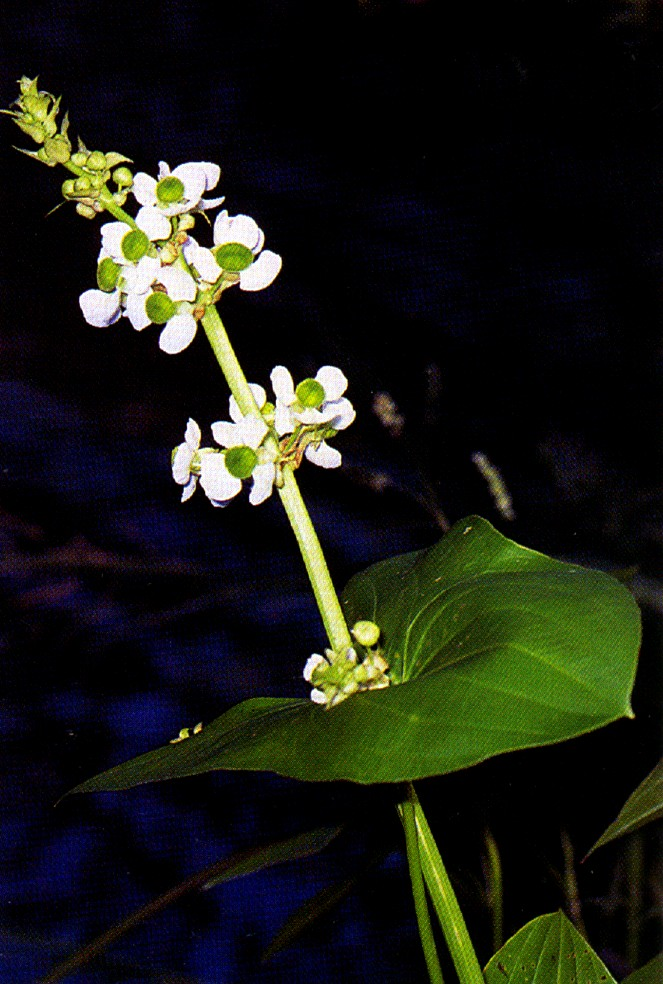
Breitblättriges Pfeilkraut

Das Schutzgebiet wurde im Jahr 1981 unter dem Namen Réserve écologique de l’Île-aux-Sternes auf einer Fläche von 35,5 ha eingerichtet. Unter Schutz gestellt ist die gesamte Île aux Sternes im Sankt-Lorenz-Strom, eine künstliche, 1967 aus dem Abraum von Port-Saint-François geschaffene Insel, an der die  Ruderalvegetation beobachtet wird. Das Schutzgebiet wurde anlässlich des 25-jährigen Bestehens des Umweltministeriums eingerichtet und trägt seit 2002 den Namen von Marcel Léger (1930–1993), dem von 1976 bis 1981 amtierenden ersten Minister dieses Ressorts. Er war zudem Mitgründer des Parti nationaliste du Québec, Präsident der Akadier-Föderation in Québec und Direktor der franko-kanadischen Sektion von Amnesty international.

## Geologie, Flora
Die Insel erreicht eine Höhe bis zu 6 m über dem Fluss. Der Untergrund der Insel besteht aus feinen Sedimenten des Champlainmeers. Seit über 40 Jahren siedeln sich Pflanzen und Tiere auf der künstlichen Insel an, wobei sich auf dem überwiegenden Teil der Insel, der im Frühjahr überschwemmt wird, eine gänzlich andere Entwicklung abspielte, als auf dem höheren Teil, der nicht von Überschwemmungen betroffen ist. 1970, 1972 und 1974 wurden erstmals Inventare durchgeführt. So fanden sich bald Ästiger Igelkolben, Breitblättriges Pfeilkraut (Sagittaria latifolia), Scirpus americanus. Junge Wälder entstanden, dominiert von saule noir, wie Salix nigra aus der Gattung der Weiden in Québec heißt. Auf den dauerhaft trockenen Abschnitten der Insel gedeiht Rohrglanzgras (Phalaris arundinacea L.), dazu Calamagrostis canadensis, auch „Canada bluejoint“ bzw. „Calamagrostis du Canada“ genannt. Eine gefährdete oder bedrohte Art fand sich inzwischen ebenfalls auf der Insel, nämlich Strophostyles helvula, auch „trailing wild bean“ genannt.

## Avifauna
Die Insel entwickelte sich, da sie auf einer der wichtigsten Routen der Zugvögel liegt, zu einem Refugium für verschiedene Wasservögel. Darunter befinden sich neben Möwen zahlreiche Watvögel und Fluss-Seeschwalben.